# クロユリ団地
『クロユリ団地』（クロユリだんち）は、2013年5月18日に公開された日本映画で、中田秀夫監督によるホラー作品。日活創立100周年記念作品でもあり、前田敦子と成宮寛貴が主演を務める。公開に先駆け、同年3月24日に第5回沖縄国際映画祭にて先行上映された。
キャッチコピーは「誰か、僕と遊んで。」「誰から、死ぬ？」。
2013年4月9日から6月25日まで、スピンオフテレビドラマ『クロユリ団地〜序章〜』が放送されたほか、同年6月3日には『ぱちんこクロユリ団地』のタイトルでパチンコ化された。
全国162スクリーンの公開ながら、2013年5月18、19日の初日2日間で興収1億5,342万4,100円、動員11万8,885人になり、映画観客動員ランキング（興行通信社調べ）で初登場第1位となった。公開第2週も累計興収は4億1,648万3,900円、累計動員は32万8,785人となり2週連続第1位となった。2014年1月発表の興行収入成績は10.2億円。

## ストーリー（映画）
二宮明日香は、古ぼけたクロユリ団地に家族で越してきた。介護士の専門学校に通い始めた明日香は、団地内でミノルという少年と知り合った。
隣室から聞こえる目覚まし時計が、止められず鳴り続けることに不審を抱いた明日香は、隣室に立ち入り、老人の遺体を発見した。その後、学校でも老人の幽霊を見るようになる明日香。
老人宅の遺品処理に来た特殊清掃員の笹原は、明日香と知り合い、老人の霊が現れる理由を探った。その過程で、明日香が一人暮らしだと知る笹原。明日香の家族は十数年前に事故死していたのだ。明日香が知り合った団地の少年ミノルも、13年前に悲惨な状況で事故死していた。この団地はミノルの死以来、不審死が多く、老人の霊は、ミノルの怨念の強さを明日香に警告しに現れていたのだ。
家に家族がいないことに気づき、混乱する明日香。家族が亡くなった交通事故は、明日香が行きたがっていた旅行の際に起こった。明日香は自責の念から精神的に混乱し、ミノルの霊に取り憑かれていたのだ。
そんな明日香を助けようと奔走する笹原。笹原にも、自分が起こした交通事故で恋人のひとみを植物状態にした過去があったのだ。
笹原は知り合いの巫女に除霊を依頼し、明日香がミノルの霊を家に上げないよう、泊まりこんだ。
ドアの外に現れたミノルは、笹原の恋人のひとみの姿で話しかけた。ミノルの罠だと知りつつも、思わずドアを開けてしまうと、変わり果てた姿をしたミノルが入り、明日香に迫り来る。
それを阻止する笹原を邪魔者と見なしたミノルは笹原をかつて自分が死んだゴミ処理場へと道連れにし、自分と同じ状況に追い込んで焼き殺してしまう。
笹原が身代わりになったことで、明日香の命は救われ、十数年前の事故の後に自分を引き取ってくれた父方の伯父夫婦に再び引き取られることとなった明日香はクロユリ団地を去ることに。しかし明日香の精神は退行し、家族が死ぬ前の幼女に戻っていた。

## キャスト
- 二宮明日香 - 前田敦子（少女期：庭野結芽葉）
  - 介護士を目指している女性。家族と一緒にクロユリ団地に引っ越してきたと思われたが、実は自分以外の家族は事故死しており、幻だったことが判明する。
- 笹原忍 - 成宮寛貴
  - 特殊清掃員の男性。かつて自分が引き起こした事故で婚約者を植物人間状態にしてしまい、彼女の父親から強く恨まれている。
- 二宮勲 - 勝村政信
  - 明日香の父親。
- 二宮佐智子 - 西田尚美
  - 明日香の母親。
- 二宮聡 - 佐藤瑠生亮
  - 明日香の弟。新年度から小学生になる。明日香と一緒にクロユリ団地に引っ越してきたと思われたが、本編の十数年前に家族旅行中の事故ですでに亡くなっていたことが判明する。
- 二宮武彦 - 並樹史朗
  - 勲の兄で明日香の伯父。
- 二宮栄子 - 筒井真理子
  - 武彦の兄嫁で明日香の伯母。十数年前の事故で家族を亡くした明日香を引き取ったが、内心では家族を亡くし、自責の念に駆られる明日香のことを不憫に思っていた。笹原の失踪後、再び明日香を引き取ることになったが、明日香の精神は既に破綻し、家族を亡くす前の少女に退行した状態だった。
- 上間美緒
- 吉倉あおい
- 美樹 - 中村朝佳
- 金本 - 青山草太
  - 明日香の担任。クロユリ団地に引っ越してから様子がおかしくなった明日香を心配し、伯父夫婦の元を訪ねて明日香の過去を知る。
- 槇村ひとみ - 佐藤めぐみ
  - 笹原の婚約者。かつて笹原が起こした事故で現在は病院に入院しており、植物人間状態にある。好きな花はガーベラ。
- ひとみの父親 - 岩松了
  - 娘が事故で植物人間状態になって以来、笹原を強く恨み拒絶する。
- ひとみの母親 - 朝加真由美
  - 娘が事故で植物人間状態になった後もなお、夫から拒絶される笹原を一人気遣い、優しい振る舞いで接する。
- 松浦刑事 - 諏訪太朗
- 石塚 - 柳憂怜
- ボランティア主婦 - 岩崎光里・佐久間麻由・片岡富枝・土屋美穂子・箱木宏美・大野勢姫・永衣美貴・杉山美由紀
- ミノル / 木下稔 - 田中奏生
  - 本編の13年前、友達とかくれんぼをして遊んでいるとき、誤ってクロユリ団地のダストボックスに隠れてしまい、ゴミと一緒に焼却されて死亡する。享年5歳。そのため、成仏できずに事故当時の姿のままで現れる。
- 篠崎老人 - 高橋昌也
  - 明日香の隣人。
- 野々村早苗 - 手塚理美
  - 笹原の知り合いの霊媒師。

## スタッフ
- 監督 - 中田秀夫
- 企画 - 秋元康
- 脚本 - 加藤淳也、三宅隆太
- 音楽 - 川井憲次
- 製作総指揮 - 佐藤直樹（日活）、榎本善紀（京楽産業.）
- 製作 - 鳥羽乾二郎（日活）、井坂正行（京楽産業.）、寺田篤（電通）、秋元一考（松竹）、藤岡修（ハピネット）
- エグゼクティブプロデューサー - 由里敬三（日活）
- シニアプロデューサー - 石田雄治（日活）、阿比留一彦（電通）
- プロデューサー - 田中正（日活）、秋枝正幸（日活撮影所）、末松崇洋（京楽産業.）、野地千秋（松竹）
- アソシエイトプロデューサー - 山本章（日活）、鈴木恒夫（秋元康事務所）
- 撮影 - 林淳一郎
- 照明 - 中村裕樹
- 美術 - 矢内京子
- 録音 - 矢野正人
- 音響効果 - 柴崎憲治（アルカブース）
- 編集 - 青野直子
- 衣装 - 宮本まさ江
- キャスティング - 杉野剛
- スクリプター - 川野恵美
- VFXスーパーバイザー - 立石勝
- 助監督 - 佐伯竜一
- 製作担当 - 星野友紀
- アシスタントプロデューサー - 西尾沙織（日活）
- 企画・製作幹事 - 日活
- 制作プロダクション - ジャンゴフィルム
- 「クロユリ団地」製作委員会（日活、京楽産業.、電通、松竹、ハピネット）
- 配給 - 松竹

## ロケ地
- 調布市緑ケ丘

## テレビドラマ
『クロユリ団地〜序章〜』（くろゆりだんち じょしょう）は、TBS系列の毎週火曜日26:28 - 26:58（JSTでは水曜日2:28 - 2:58）枠で2013年4月9日から6月25日まで放送された日本のテレビドラマ。上記映画のスピンオフ作品。

### キャスト
1話のみ・複数話登場の場合は括弧（）内に表記。

#### 全話共通
ミノル〈没5〉
演 - 田中奏生
本名：木下稔。友達とかくれんぼして遊んでいるとき、誤って黒百合団地のダストボックスに隠れてしまい、ゴミと一緒に焼却され死亡する。

#### 第1 - 2話
井村 陽介
演 - 駿河太郎（第11 - 12話）
奈緒美の兄。カメラマン。妹とは暫く疎遠になっていた。
倉本 葉子
演 - 佐津川愛美
奈緒美の同僚。保育士。奈緒美に新しい彼氏が出来てから様子がおかしくなったと陽介に話す。
井村 奈緒美
演 - 松岡恵望子（第12話）
黒百合団地住人。陽介の妹。住んでいた団地の部屋から飛び降りて、不審な死を遂げる。
佐竹
演 - 森下能幸
不動産社員。奈緒美が飛び降りる瞬間を目撃する。
内見の母
演 - 浅野麻衣子
内見の娘
演 - 斉藤春貴
石塚
演 - 柳憂怜
遺品整理業者。
松浦刑事
演 - 諏訪太朗
奈緒美の死は事件性が無く、自殺と断定する。

#### 第3 - 4話
新堂 真美
演 - 相楽樹（少女期：池田莉々依）
瑞穂が通う高校の同級生で幼馴染。小学校時代、いじめられていたとき、瑞穂が心の支えになっていた。
宗形 瑞穂
演 - 三浦由衣（少女期：かりん）
母娘で黒百合団地に住む。急に塞ぎこみ言動がおかしくなる。
宗形 陽子
演 - 森谷ふみ
瑞穂の母。娘が精神的におかしくなった原因が分からず、娘の友達・真美に相談し、一度でも娘に会いに来てくれるよう頼み込む。
安達 恵理子
演 - 坂野真理
栗本 彩乃
演 - 内海亜純
上記2名は瑞穂が通う高校の同級生。瑞穂をいじめていた女子グループ。
歌う幼稚園児
演 - 新堂結菜
「1年生になったら」を歌う。

#### 第5 - 6話
山崎 吾朗
演 - 坂田聡
柏木ハウジング社員。黒百合団地を担当。社員割引で安く借りた事故物件に息子と2人で暮らし、原因不明の咳に悩まされている。
緒方 みゆき
演 - 山田キヌヲ
山崎の部下。仁科の後任として新しく柏木ハウジングに入社して来る。
山崎 久美子
演 - 松山美雪
真一の母。夫・吾朗とは別居しており、離婚調停で係争している。
仁科 祐介
演 - 渋谷謙人（第5話）
柏木ハウジング元社員。事故物件で女性の霊を見てしまい恐怖を感じ退職する。
柏木 邦雄
演 - 嶋田久作
柏木ハウジング経営者。人が死亡した事故物件を多く取り扱う不動産会社。
山崎 真一
演 - 須田琉雅 / 田中奏生
吾朗・久美子の息子。

#### 第7 - 8話
渡部 一哉
演 - 中村倫也
小夜里の夫。マイホーム資金を貯めるため、家賃が安い黒百合団地に夫婦で引っ越して来た。
渡部 小夜里
演 - 須藤温子
一哉の妻。1人目の子供を死産で亡くす。雨の中、団地の公園で遊ぶミノルが気になり声を掛ける。
飯田 民代
演 - 弓恵子
黒百合団地に住む渡部夫婦の隣人。
橘 美奈子
演 - 岩田さゆり
一哉の元不倫相手。一哉と別れた後もつきまとっている。
笹原 忍
演 - 成宮寛貴（第7話）
特殊清掃業者。映画『クロユリ団地』では主要人物として登場。

#### 第9 - 10話
葉山 麗奈
演 - 足立梨花（少女期：石井心愛）
自分の意志を持たず母の言われるがままに行動し、嫌なことをされても強く反発できないでいる。山深い場所にある廃墟で三ノ宮とかくれんぼをして遊ぶミノルと出会う。
葉山 佑介
演 - 松澤一之
葉山 郁代
演 - 滝本ゆに
上記2名は麗奈の両親。山深い場所に家族で自殺旅行に出掛ける。
井原 真一
演 - 小田篤（第9話）
不動産屋社員。三ノ宮の除霊に立ち会う。
三ノ宮 薫
演 - 宝積有香
霊媒師。不動産屋の依頼で黒百合団地の一室を除霊する。
宮本 多恵
演 - 星野晶子（第10話）
郁代の母親。母に従っていれば大きな間違いが起きないと娘を抑圧的に育ててきた。

#### 第11 - 12話
小林 とも江
演 - 玄覺悠子
ミノルを産んだ実の母親。黒百合団地を離れて13年の月日が経過していた。
小林 治
演 - 飯田基祐
とも江の夫。ある日の早朝、黒百合団地に住むミノルと遊んでいるときに首を吊って自殺する。
小林 ゆかり
演 - 三本采香
治・とも江の娘。父の死を最初に目撃する。父が死亡してからゆかりは業火に焼かれた夢を見るようになり、手に火傷の痕が表われる。
水野医師
演 - 榎本由希（第11話）
精神科医。ゆかりの担当医。
二宮 明日香
演 - 前田敦子（第12話）
黒百合団地の402号室に新しく引っ越してきた女性。団地の公園で遊ぶミノルと出会う。映画『クロユリ団地』では主要人物として登場。

### スタッフ
- 企画 - 秋元康
- 総合監修 - 中田秀夫
- 脚本 - 加藤淳也、三宅隆太
- 監督 - 中田秀夫、豊島圭介、久保朝洋、三宅隆太
- 音楽 - 川井憲次
- 助監督 - 久保朝洋、大橋祥正
- スクリプター - 増子さおり
- タイトルデザイン - 赤松陽構造
- CG - 菅原悦史
- アクション - 小池達朗、日野綾子
- 協力 - 日活調布撮影所
- プロデューサー - 阿比留一彦、田中正、秋枝正幸
- アソシエイトプロデューサー - 鈴木恒夫 / 持田雄平（電通）
- アシスタントプロデューサー - 西尾沙織 / 在原遥子（電通）
- 制作プロダクション - 日活、ジャンゴフィルム
- 制作 - 電通
- 製作著作 - 「クロユリ団地」製作委員会

### 放送日程
| 各話   | 放送日  | 監督     |
| ------ | ------- | -------- |
| 第1話  | 4月9日  | 中田秀夫 |
| 第2話  | 4月16日 | 中田秀夫 |
| 第3話  | 4月23日 | 豊島圭介 |
| 第4話  | 4月30日 | 豊島圭介 |
| 第5話  | 5月7日  | 豊島圭介 |
| 第6話  | 5月14日 | 豊島圭介 |
| 第7話  | 5月21日 | 久保朝洋 |
| 第8話  | 5月28日 | 久保朝洋 |
| 第9話  | 6月4日  | 三宅隆太 |
| 第10話 | 6月11日 | 三宅隆太 |
| 第11話 | 6月18日 | 中田秀夫 |
| 第12話 | 6月25日 | 中田秀夫 |

### ネット局
| 放送対象地域 | 放送局       | 放送期間                | 放送時間                 | 系列    | 備考       |
| ------------ | ------------ | ----------------------- | ------------------------ | ------- | ---------- |
| 関東広域圏   | TBSテレビ    | 2013年4月9日 - 6月25日  | 火曜 26:28 - 26:58       | TBS系列 | 制作局     |
| 近畿広域圏   | 毎日放送     | 2013年4月12日 - 6月28日 | 金曜 25:50 - 26:20       | TBS系列 |            |
| 中京広域圏   | 中部日本放送 | 2013年5月14日 - 6月28日 | 火曜・水曜 27:13 - 27:43 | TBS系列 | [ 注釈 1 ] |
| 愛媛県       | あいテレビ   | 2013年6月2日 - 9月8日   | 日曜 25:20 - 25:50       | TBS系列 |            |

| TBS 火曜26:28枠                                                                      | TBS 火曜26:28枠                                                        | TBS 火曜26:28枠           |
| 前番組                                                                               | 番組名                                                                 | 次番組                    |
| ------------------------------------------------------------------------------------ | ---------------------------------------------------------------------- | ------------------------- |
| カワイイ スタイル ※26:32 - 27:02 （2012.10.23 - 2013.3.19） 【ここまでバラエティ枠】 | クロユリ団地〜序章〜 （2013.4.9 - 2013.6.25） 【ここから連続ドラマ枠】 | ぶっせん （2013.7.16 - ） |

## 関連商品

### 書籍
- クロユリ団地-Comic-（2013年4月19日発売、角川書店） ISBN 978-4-04-120663-8
  - 脚本：加藤淳也・三宅隆太、漫画：桜水樹
- クロユリ団地（2013年4月25日発売、角川書店） ISBN 978-4-04-100801-0
  - 脚本：加藤淳也・三宅隆太、ノベライズ：堀江純子

### ぱちんこクロユリ団地
導入開始日は2013年6月3日。開発は京楽。399.6分の1のマックス機として登場。大当りすると、ST119回の「ミノルハザード」（突入率65％、継続率約80％）か、時短100回の「戦慄団地モード」かの振り分けがある。基本的に、ミノルが近づけば（登場すれば）、それだけ期待できる仕様となっている。

### Blu-ray /DVD
2013年10月4日発売。発売元は日活、販売元はハピネット。
- クロユリ団地〜序章〜 DVD-BOX（3枚組）
  - 映像特典
    - 前田敦子、成宮寛貴出演シーンメイキング
    - 予告編集
- クロユリ団地 スタンダード・エディション（1枚組）
  - 映像特典
    - 特報・劇場予告編・TVスポット集
    - 「クロユリ団地〜序章〜」トレーラー

  - 音声特典
    - オーディオコメンタリー（監督：中田秀夫×前田敦子×プロデューサー：田中正）
- クロユリ団地 プレミアム・エディション（2枚組）
  - ディスク1：本編ディスク（スタンダード・エディションと同様）
  - ディスク2：特典ディスク（Blu-ray版はBlu-ray、DVD版はDVDで収録）
    - メイキング映像「クロユリ団地の歩き方」
    - イベント映像集（沖縄国際映画祭 / 大ヒット祈願イベント / 初日舞台挨拶 / 台湾プレミア / 大ヒット御礼舞台挨拶）

  - 封入特典
    - ブックレット（28P）
    - 大判ポストカード（3枚組）

  - 特製アウターケース付き